# Akron (film)
Akron è un film del 2015 diretto da Sasha King e Brian O'Donnell.

## Trama
Benny, matricola del college all'Università di Akron, in Ohio, conosce ad una partita di football la matricola Christopher e si innamora di lui. Con il sostegno delle loro famiglie e degli amici i intraprendono una relazione. Ma un tragico evento del passato che ha coinvolto le loro madri viene presto alla luce e minaccia di distruggere la loro storia d'amore.

## Distribuzione
Akron è stato presentato in anteprima durante il Seattle Lesbian & Gay Film Festival del 2015.
Successivamente è stato distribuito nei cinema degli Stati Uniti e del Canada nel febbraio 2017 dalla Wolfe Video.

## Riconoscimenti
- 2015 - Columbus International Film & Video Festival[2]
  - LGBT Fest Narrative Winner
- 2015 - Rochester LGBT Film Festival[3]
  - ImageOut Audience Award for Best Independent Feature Film
- 2015 - OutReel Cincinnati Film Festival[4]
  - Miglior film
- 2015 - Miami LGBT Film Festival[4]
  - Miglior film